# تنظير المثانة
تنظير المثانة أو منظار المثانة (بالإنجليزية: Cystoscopy)‏ هو استخدام المناظير الطبية في بعض الأغراض التشخيصية والعلاجية الخاصة بالمثانة وذلك عن طريق إدخال المنظار الطبي من الإحليل (مجرى البول) وصولًا إلى المثانة، ويحتوي منظار المثانة على عدسات مثل التلسكوب أو المجهر. هذه العدسات تتيح للطبيب فحص السطح الداخلي للإحليل والمثانة البولية. وتتفاوت أحجام وأقطار المناظير الطبية الخاصة بالمثانة لتناسب تفاوت اتساع الإحليل والمثانة بين الأطفال إلى البالغين.
يوجد نوعان رئيسيان من تنظير المثانة، المنظار المرن والمنظار الجامد وذلك تبعًا لاختلافها في المرونة. ويتطلب المنظار المرن استخدام التخدير الموضعي في حالة كان المريض ذكرًا أو أنثى. أما المنظار الجامد فغالباً ما يتم تحت التخدير الكليّ، وخاصة في حالة المرضى الذكور، وذلك لتجنب الألم الناجم عنه.

## الاستخدامات الطبية

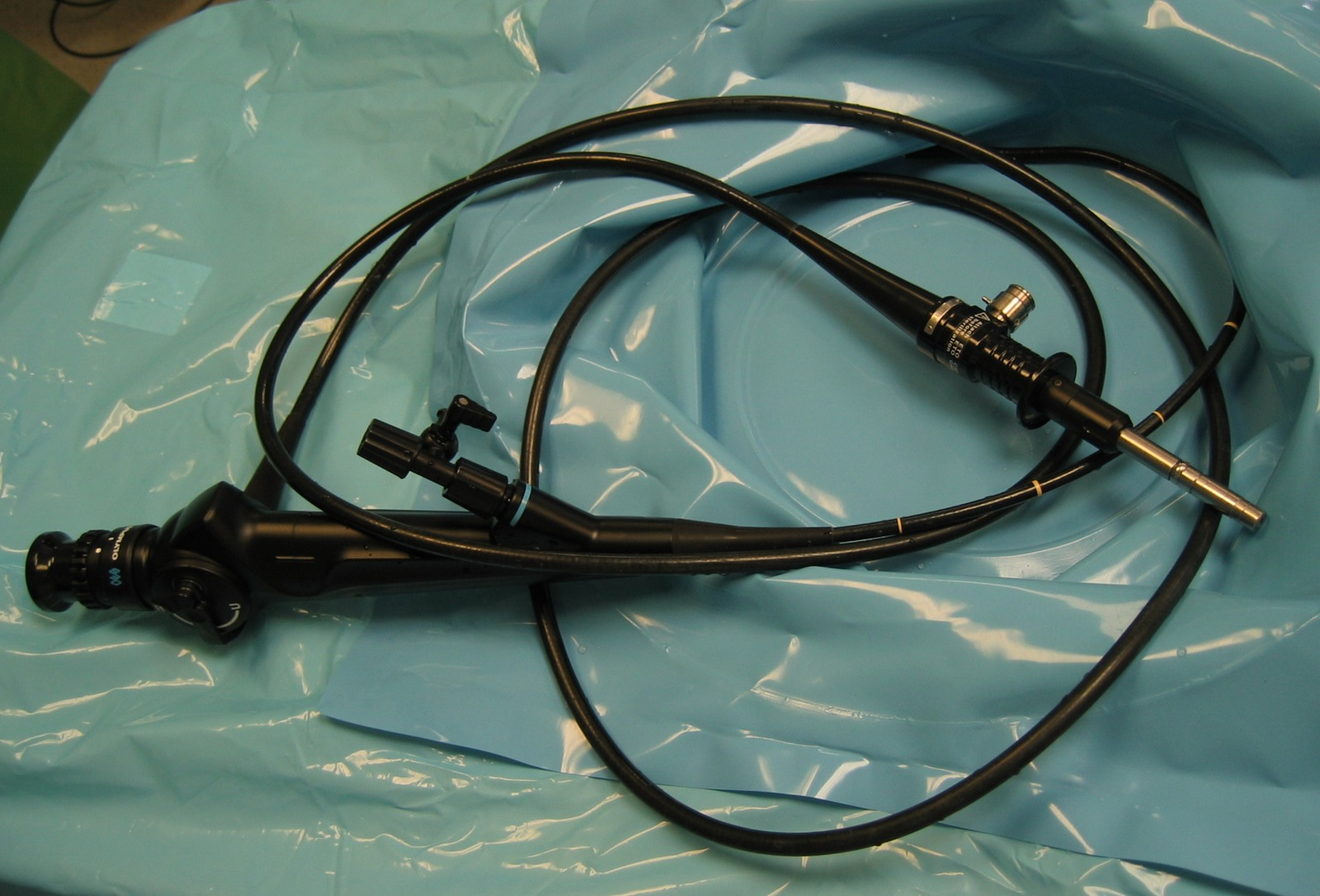
منظار مثانة مرن معقم وجاهز للاستخدام

يتم إجراء تنظير المثانة في بعض الأغراض التشخيصية الخاصة بالمثانة مثل:
- تقييم المرضى الذين يعانون من أعراض مرضية في عملية إخراج البول كصعوبة التبول وعدم التحكم في البول
- تشخيص سبب وجود دم في البول
- تقييم النواسير البولية
- تقييم إصابات مجرى البول أو المثانة
- معرفة العيوب الخلقية في الأطفال
- الحصول على عينات من جدار المثانة أو من أي ورم موجود داخل المثانة لفحصه تحت المجهر
- كما يمكن استخدام المنظار لحقن صبغة خاصة في عكس اتجاه البول لتصل إلى الحالبين والكليتين لتشخيص بعض الأمراض بهما

بالإضافة إلى استخدامه في بعض الأغراض العلاجية مثل:
- توسيع مجرى البول في حالات ضيق مجرى البول لأسباب عديدة
- إجراء الجراحات في منطقة عنق المثانة، ومنها جراحات استئصال البروستاتا
- علاج بعض أمراض المثانة، كاستئصال حصوات[7] وأورام المثانة

ويحظر إجراء تنظير المثانة في المرضى الذي يعانون من أمراض النزف أو عدوى الجهاز البولي الشديدة.

## الخطوات
يمكن إجراء تنظير المثانة في عيادة الطبيب أو في العيادات الخارجية أو في غرفة العمليات ويعتمد ذلك على أعراض المريض. وقد يطلب من المريض التوقيع على ورقة تثبت موافقته على إجراء التنظير. يتم إجراء تنظير المَثانة باستخدام المنظار المرن تحت التخدير الموضعي. ويتم استخدام مادة هُلامية خاصة لتخدير الإحليل (مجرى البول). وفي حالات نادرة أو في حالة المنظار الجامد يمكن أن يتطلب الأمر استخدام التخدير العام أو التخدير فوق الجافية أو التخدير النخاعي الشَّوكي وفي هذه الحالة قد يطلب من المريض الامتناع عن الطعام والشراب لمدة 8 ساعات قبل الإجراء.
يخلع المريض ملابسه ويستلقي على طاولة الفحص مباعداً ساقيه. يتم تعقيم المنطقة حول الإحليل ويقوم الطبيب بإدخال المنظار عبره ويبدأ بفحص المثانة من خلال الكاميرا المزود بها طرف المنظار. يمكن أن يشعر المريض بقليل من عدم الراحة، وقد يجعل استرخاء عضلات الحوض من هذا الجزء من الفحص أكثر سهولة، يستغرق هذا الإجراء حوالي 10 دقائق إلى ساعة واحدة فقط. يسحب الطبيب المنظار بعد انتهاء التنظير. ولا يحتاج المريض إلى الإقامة في المستشفى بل يعود إلى بيته في اليوم نفسه ويمكنه التبول فور انتهاء الفحص.
يمكن التقليل من أعراض عدم الراحة بعد إجراء المنظار بوضع منشفة رطبة دافئة عند فتحة مجرى البول، والإكثار من شرب الماء والسوائل لغسل مجرى البول والتخلص من تجلطات الدم الصغيرة داخل المثانة، وعلى المريض أن يشرب بمقدار 473 مللي لتر من الماء كل ساعة.

## المضاعفات
غالبًا ما يتم تنظير المثانة دون أية مضاعفات ولا يسبب أي ضرر على المنطقة التناسلية ولا يتسبب في الضعف الجنسي أو العقم ومن الطبيعي أن يشعر المريض بشيء من الانزعاج أثناء التبول بعد المنظار لعدة أيام ويختفي هذا الأمر تدريجياً. وقد تحدث بعض المضاعفات البسيطة مثل:
- عدوى الجهاز البولي.
- صعوبة في التبول وخروج دم مع البول.
- إصابة مجرى البول أو المثانة.